# Joc de realitat alternativa
Un joc de realitat alternativa (en anglès Alternate Reality Game, ARG) és una narració interactiva que utilitza el món real com a suport, presentant una sèrie de recursos mediàtics reals per explicar una història que es veu afectada per la intervenció dels participants.

## Definició
Sense que existeixi un consens globalitzat per definir el concepte, sembla clar que es troba en un punt mitjà entre un joc i un conjunt de puzles. S'ha descrit com la primera forma narrativa nascuda d'Internet, perquè la seva essència sol radicar a buscar i compartir informació.

## Principis bàsics
- Narració plantejada com a arqueologia. Si bé en altres jocs és necessari transmetre la informació de manera lineal, aquí pot dividir-se en fragments i estar repartida per tota mena de llocs. Trobar cada peça i ajuntar totes de la manera correcta són la base del joc.
- Narrativa sense plataforma definida. Els fragments d'informació poden aparèixer com a text, imatge, vídeo o àudio en qualsevol mitjà, sense que sigui un solament el que proveeixi dades exclusivament.
- Disseny per a una ment-rusc. Es podria seguir el joc de manera individualitzada, però la tendència en un mitjà com a internet fa que diferents participants tendeixin a unir-se i enfrontar-se als reptes conjuntament, complementant coneixements i dividint tasques.
- La vida real com a mitjà. Els jugadors, en lloc d'interpretar personatges, continuen sent ells mateixos durant el joc. En lloc de ser algú qui investiga en el seu nom en un món fictici, ells mateixos realitzen les accions que permeten avançar l'aventura.
- Això no és un joc.... Dins del joc, l'estètica no apunta a cap moment al fet que els personatges o les situacions plantejades formin part d'una obra de ficció.
- ...però tampoc un engany. Una vegada se surt de, per exemple, les pàgines web que es presenten, queda clara una delimitació que indica on comença el joc i on acaba, sense pretendre muntar una farsa que es confongui amb la realitat.
- Canvi constant. La informació pot actualitzar-se, corregir-se o desaparèixer dins del marc del joc, d'acord amb la ficció que planteja.
- Interacció especialment directa. Els avanços assolits pel col·lectiu de jugadors es veuen traslladats al joc en forma de canvis, però a més el joc està obert a respondre a propostes i conclusions extretes dels seus participants.

## Terminologia
Entre els principals termes per poder comprendre els ARG trobem:
- Puppetmaster - Un puppetmaster o "PM" és una persona implicada en el disseny i/o funcionament del ARG. Els Puppetmasters són alhora aliats i adversaris del jugador, posant obstacles i facilitant els recursos per superar-los, tot durant el procés d'explicar la història base del joc. Els Puppetmasters romanen generalment ocults darrere de la cortina durant el joc. La identitat real del puppet masters pot o no desvetllar-se més endavant.
- La Cortina – La cortina és generalment una metàfora per separar al puppetmasters del jugador. Pot estar baix secret total quant a la identitat del puppetmaster i la seva implicació en la producció, o únicament citar el fet que els puppetmasters no poden comunicar-se directament amb els jugadors durant el joc, interactuant amb els caràcters i participant en el disseny.
- Forat de Conill – També conegut com a Trailhead. Un Forat de Conill indica el primer lloc web, contacte, o la primera prova amb la qual arrenca el ARG.
- Trailhead – Una pista deixada de manera deliberada que permet que un jugador descobreixi la manera d'entrar en el joc. La majoria d'ARGs empren un nombre de trailheads en diferents mitjans de comunicació, per maximitzar la probabilitat que el públic descobreixi el joc. Alguns trailheads estan ocults, uns altres poden estar com a publicitat encoberta.
- Això no és un Joc (TINAG) – Separar els ARG de la resta de jocs és l'objectiu de This Is Not A Game, que fixa que el joc no sigui tal joc: números de telèfon que s'esmenten en el ARG, per exemple, hauria de funcionar, i el ARG no hauria de facilitar ni un espai de joc pre-dissenyat ni normes de joc.

## ARG basats en problemes reals
En un article de 2007, el columnista Chris Dahlen (de Pitchfork Mitjana) expressava un concepte sobre els ARG molt discutit: si els ARGs poden aconseguir que els jugadors resolguin problemes ficticis molt complicats, podrien utilitzar-se per resoldre problemes reals? Dahlen parlava sobre World Without Oil, el primer ARG centrat en un possible escenari real a curt termini: escassetat de petroli mundial. Un altre ARG, Tomorrow Calling, sembla el primer assaig per a un futur projecte centrat en temes d'activisme mediambiental.
Els ARGs basats en problemes reals introdueixen la possibilitat real com una característica narrativa per arrossegar als jugadors fins al joc. Els jugadors participen per experimentar, preparar-se o donar forma a una vida o a un futur alternatiu. D'aquesta manera, els jocs tenen el potencial d'atreure a nous jugadors o a jugadors ocasionals, perquè ’què passaria si’ és un joc en el qual qualsevol pot participar. Els ARGs basats en problemes reals poden així ser patrocinats per organitzacions amb objectius activistes o educatius; World Without Oil va ser un projecte conjunt de Public Broadcasting Service's Independent Lens i de la programació de la web original Electric Shadows.
El tema principal dels ARGs serious pot conduir al fet que aquests difereixin, quant a disseny es refereix, del corrent general dels ARGs. En lloc de reptar a la intel·ligència col·lectiva per resoldre un puzle supervisat, el puppetmaster de World Without Oil va actuar com un altre jugador més per guiar a la “ imaginació col·lectiva” de manera que es creés una crònica d'un futur alternatiu amb autors múltiples, pretenent ser el que de debò estava succeint. En demanar als jugadors que fessin una crònica de les seves vides en una realitat alternativa amb escassetat de petroli, el joc WWO cedia el control de la narració als jugadors fins a un grau mai vist abans en un ARG.
A l'octubre de 2008 la Creu Vermella Britànica creo un ARG seriós anomenat Indicis d'Esperança per promoure la seva campanya sobre civils atrapats en conflictes.
Hi ha possibles seriosos ARG a la vista descrits en la ficció. Charles Stross en la seva novel·la Halting State descriu una sèrie de possibles ARGs, on els jugadors es comprometen a dur a terme accions fictícies d'espionatge.
En 2008 la Unió Europea va finançar un projecte ARG per incentivar el Multi-lingüismo entre els alumnes d'ensenyament secundari d'Europa anomenat ARGuing. Aquest projecte es finalitzarà en any 2009, durant el qual es produirà una Metodologia i guies de Formació del Professor per ajudar els educadors a reproduir el projecte.